# Stazione di Higashi-Agano
La stazione di Higashi-Agano (東吾野駅?, Higashi-Agano-eki) è una stazione ferroviaria della città di Hannō, situata nella prefettura di Saitama, in Giappone. La stazione è servita dalla linea Seibu Ikebukuro delle Ferrovie Seibu

## Linee
Ferrovie Seibu
● Linea Seibu Ikebukuro

## Struttura
La stazione è costituita da una banchina a isola con due binari passanti in superficie. Il marciapiede è collegato al fabbricato viaggiatori da un passaggio a raso sui binari, chiuso da un passaggio a livello in presenza di treni.
| 1 | ● Linea Seibu Ikebukuro | per Hannō, Tokorozawa, Nerima e Ikebukuro |
| 2 | ● Linea Seibu Ikebukuro | per Agano e Seibu-Chichibu                |

## Stazioni adiacenti
| «                     | Servizio                        | »                     |
| Linea Seibu Ikebukuro | Linea Seibu Ikebukuro           | Linea Seibu Ikebukuro |
| --------------------- | ------------------------------- | --------------------- |
| Musashi-Yokote        | Locale Espresso Espresso Rapido | Agano                 |